# 欧尚

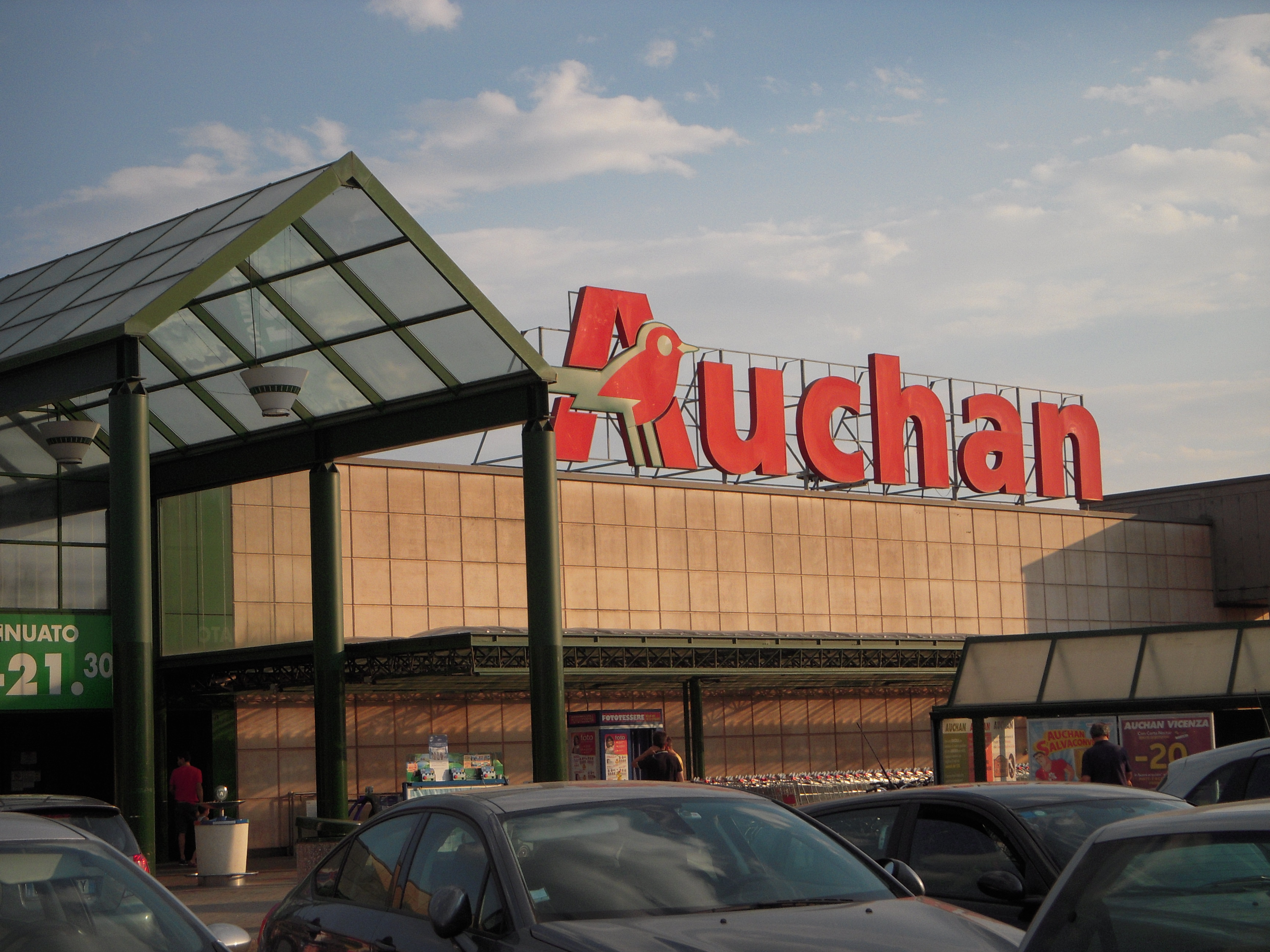
在意大利维琴察的一间欧尚超市

欧尚（法語：Auchan，發音：[oʃɑ̃]）是法国量贩店集團公司，1961年创立，总部在克鲁瓦。截至2016年共有774个大型超市、817个超级市场和337900个员工，遍布15个国家和地区。
2019年其零售业在歐洲，亞洲和非洲的17個國家通過單一品牌，多種形式的產品方式開展業務。

## 歷史分店

### 中國大陸

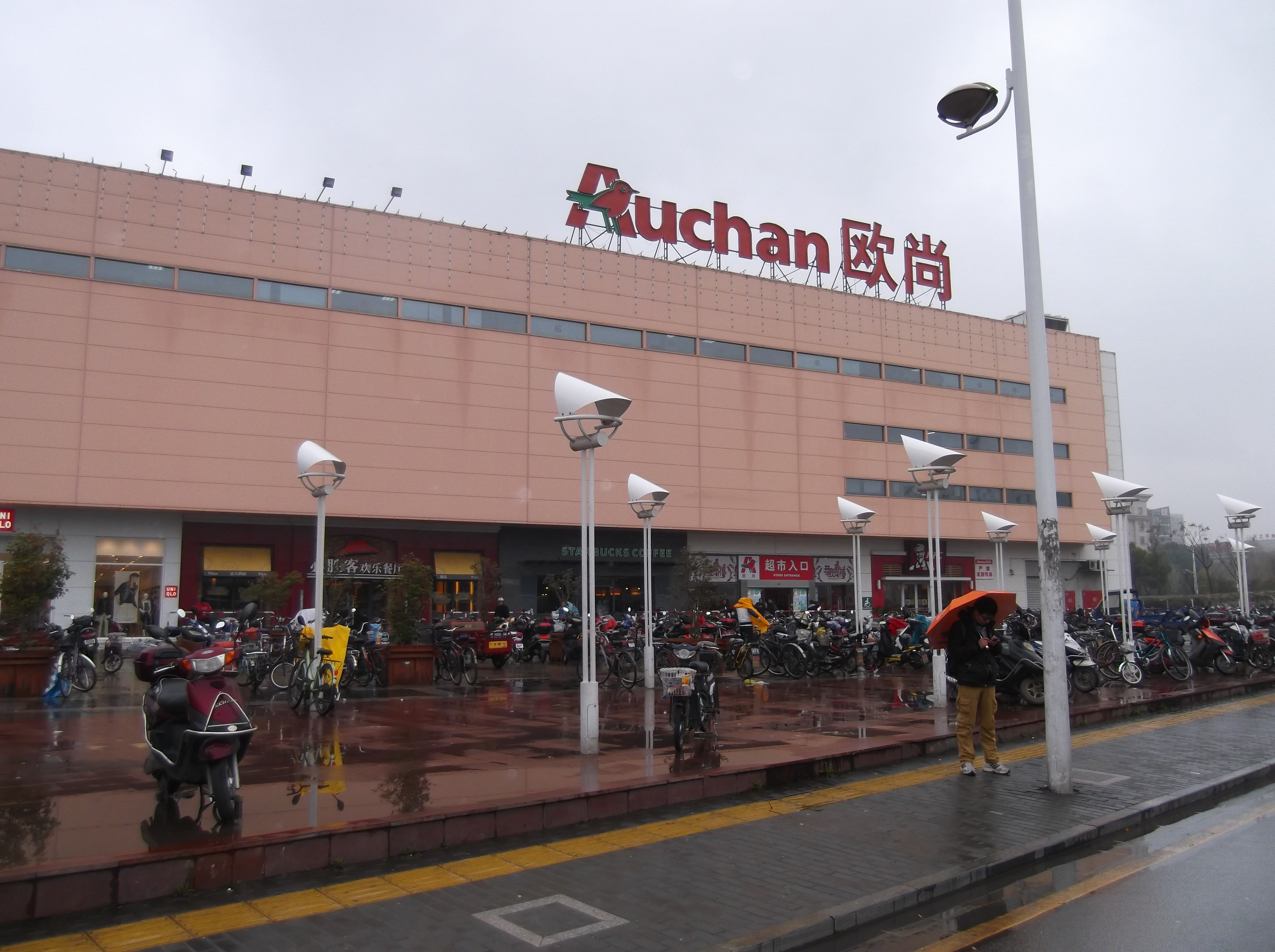
南京欧尚店

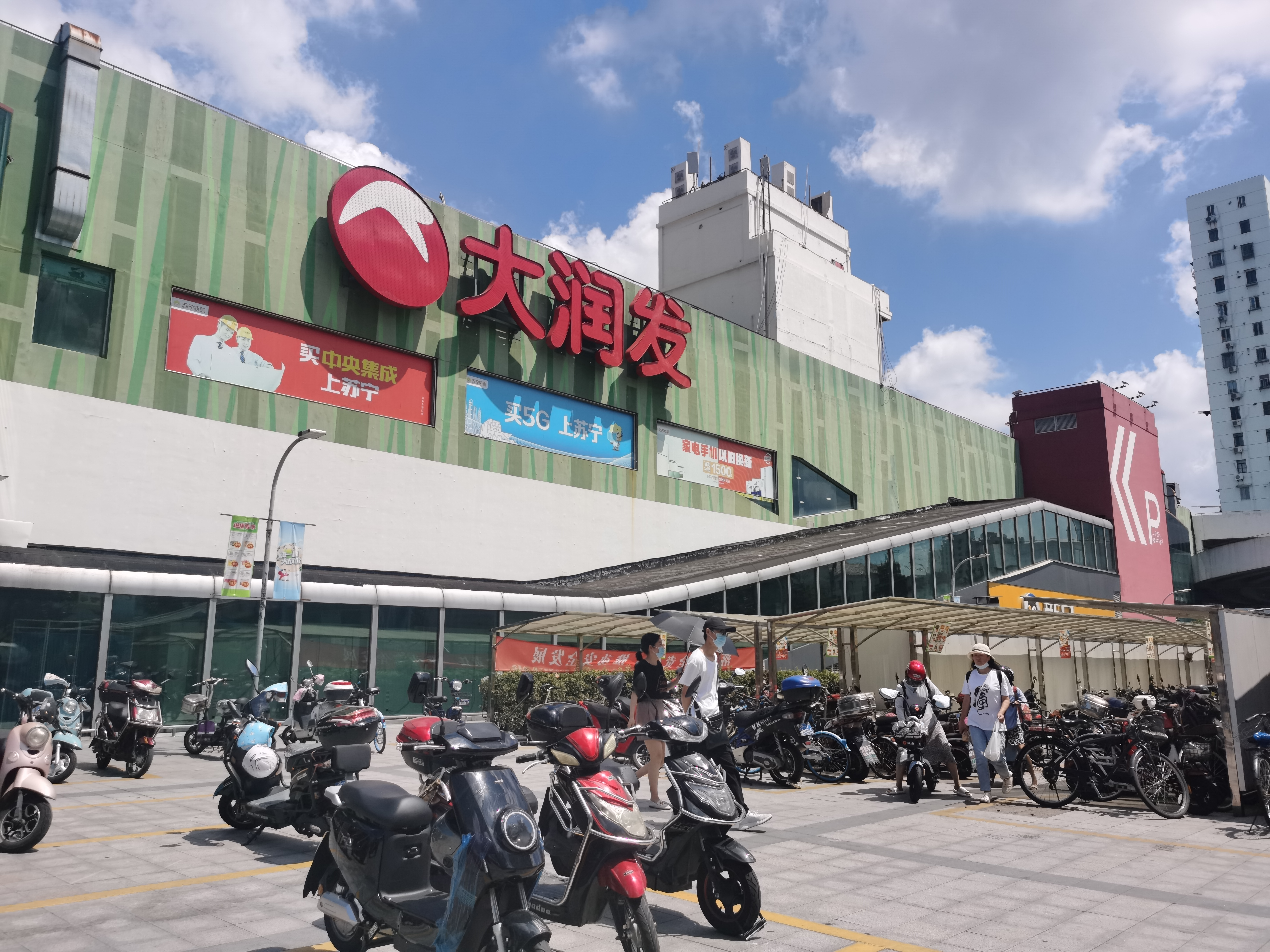
欧尚在中国大陆上海市杨浦区中原路开业的首家门店，商場營業面積為11,000平方米。2021年更名为大润发。

歐尚在亞洲的發展始於1990年代中期。經過一系列的規劃和詳細的市場調查，歐尚將亞洲發展的重點放在中國。1996年，經中聯部中國經濟聯絡中心的牽線，開始了歐尚集團在中國發展的第一步。在對上海、北京等地進行了認真仔細的考察研究後，考慮到上海良好的投資環境和市場發育的成熟性，歐尚決定把第一家大型超市開設在上海。在上海市人民政府相關部門推薦下，經過與上海市食品（集團）公司上海楊浦區五角場集團談判，達成了互惠互利、共同發展的協議，並於1997年4月正式成立中資與外資共同投資的合作公司－「上海歐尚超市有限公司」。1998年，歐尚將亞洲總部遷至上海。1999年7月18日，在上海市楊浦區的中原小區開設了歐尚在中國首家、也是全球第209家的大型超市－歐尚楊浦中原店。
2000年12月13日，歐尚集團與台灣潤泰企業集團決定組織合營企業高鑫零售，在中國大陸共同經營「歐尚」及「大潤發」兩大量販店的品牌業務，並在2001年初向台灣潤泰集團收購台灣大潤發67%的股份，同步進軍台灣量販店市場。
2020年10月19日，歐尚將中國大陸業務的股份全部轉讓給阿里巴巴集團，至2021年，中国欧尚所有门店陆续更名为大潤發，欧尚超市彻底退出中国大陆市场。

### 台灣
2001年，台灣潤泰企業集團以新臺幣80億元釋出67%台灣大潤發量販店股權予歐尚集團，使台灣大潤發變成外商合資公司。雖非直接掛上歐尚量販店品牌，但在實質上涉入台灣大潤發之經營，與潤泰共同經營台灣大潤發。
2022年7月15日，中華民國公平交易委員會核准歐尚及潤泰企業集團將臺灣地區之大潤發業務和品牌出售予全聯實業集團的收購案，歐尚自此繼中國大陸後，亦退出整個東亞市場。